# はりまや号
はりまや号（はりまやごう）は、福岡県福岡市・北九州市と愛媛県四国中央市・高知県高知市を結んでいた夜行高速バス路線である。

## 概要
- 「さぬきエクスプレス福岡」を四国高速バスが運行するまでは、九州と四国を結ぶ唯一の高速バス路線であった。
- 愛称名の由来は、「よさこい節」で知られる高知市の観光名所、はりまや橋から。
- 席は全便座席指定制。乗車には予約が必要。
- 「水曜どうでしょう」のサイコロ2にて、福岡行きに乗車した鈴井貴之・大泉洋の壇之浦パーキングエリアでの様子が話題となった。

## 運行会社
- とさでん交通
  - 福岡側の運行支援は西日本鉄道愛宕浜自動車営業所が担当。

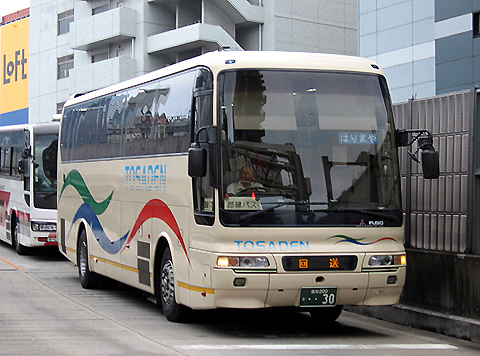
はりまや号（土佐電気鉄道時代）
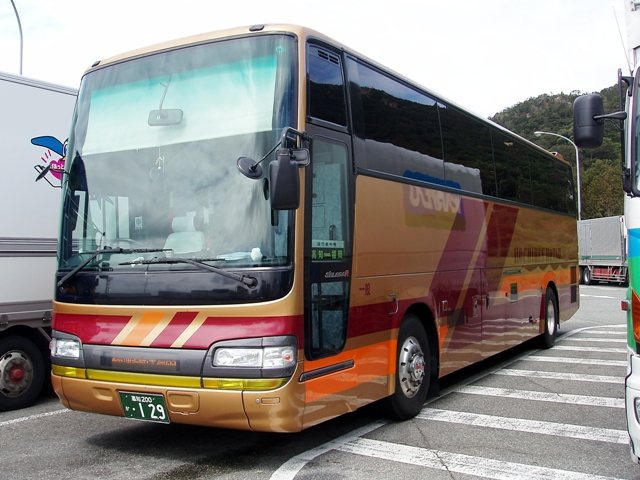
はりまや号（高知県交通時代）
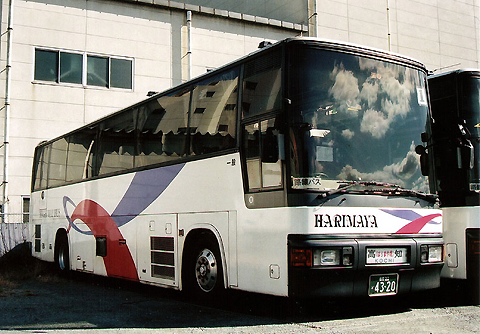
かつて西鉄が運行していた「はりまや号」専用車両

## 沿革
- 1993年7月2日 - 西日本鉄道、土佐電気鉄道、高知県交通の3社共同で運行を開始。
- 1999年5月31日 - 西日本鉄道が撤退（予約・発券業務は継続）。
- 1999年9月1日 - 停車地に坂出駅前通を追加。同時に四国高速バス、大川自動車が予約発券業務に参加。
- 2007年7月1日 - 「さぬきエクスプレス福岡」を四国高速バスが運行開始、坂出駅前通停車と同社、大川自動車の予約発券業務を中止。
- 2009年8月1日 - 停車地に愛媛県の三島川之江インターチェンジを追加。
- 2014年10月1日 - 土佐電気鉄道と高知県交通が事業統合しとさでん交通が発足。同社に移管。
- 2016年10月1日 - 一宮バスターミナル停留所を新設し知寄町停留所を廃止。
- 2017年10月6日 - 諸般の事情により廃止（高知発最終便10月4日、福岡発最終便10月5日）。[1]
- 2017年10月10日 - 黒潮エクスプレスとさぬきエクスプレス福岡との乗り継ぎ割引開始[2]。

## 停車箇所
※福岡県内および四国内停留所相互間の利用はできない。
福岡県
- 西鉄天神高速バスターミナル（福岡市中央区）
- 博多バスターミナル（福岡市博多区）
- 黒崎インター引野口（北九州市八幡西区）
- 砂津（北九州市小倉北区）
- 小倉駅前（北九州市小倉北区）

愛媛県
- 三島川之江インターチェンジ（四国中央市）

高知県
- 中野団地北口（高知市）
- 一宮バスターミナル（高知市）
- 高知駅（高知市）
- はりまや橋（高知市）
- 桟橋高知営業所（高知市）

## 所要時間
- 福岡（天神）～高知駅：9時間40分

## 車内設備
スーパーハイデッカー・3列独立シート・テレビ・ビデオ・ラジオ・化粧室・飲物サービス・おしぼり・毛布・スリッパ